# Ісмакаєво
Ісмака́єво (рос. Исмакаево, башк. Исмаҡай) — село у складі Бєлорєцького району Башкортостану, Росія. Входить до складу Верхньоавзянської сільської ради.
До 17 грудня 2004 року село було центром окремої Ісмакаєвської сільради.
Населення — 273 особи (2010; 322 в 2002).
Національний склад:
- башкири — 98%